# Too Hot (Kool & the Gang-dal)
A Too Hot című dal a Kool & the Gang eredetileg 1979-ben megjelent kislemeze, melyet 2004-ben újra felvettek a brit énekes-dalszerző Lisa Stansfield közreműködésével. A dalt Coolio is feldolgozta 1995-ben.

## Eredeti dal
A "Too Hot" című dalt eredetileg a Kool & the Gang vitte sikerre, mely az 1979-ben megjelent "Ladies Night" című stúdióalbumukon található. A dalt George Brown és a Kool & the Gang írta. A dal 5. helyezést ért el akkor a Billboard Hot 100-as listán.

## Coolio verziója
A dalt Coolio is feldolgozta 1995-ben, mely a Gangsta's Paradise című stúdióalbumán szerepel, és ezt a hangmintát használták fel a Stansfield-féle változatban is.[forrás?]

## Lisa Stansfield-változat
2004-ben a Kool & the Gang megjelentette a The Hits: Reloaded című albumot, melyen különböző művészek adják elő a legnagyobb Kool and the Gang-lágereket.  A Too Hot című dalt Stansfield énekelte fel. A dal 2004 szeptemberében jelent meg néhány európai országban.

### Számlista
Európai promóciós CD
1. Too Hot (Kool & the Gang featuring Lisa Stansfield) – 4:32
2. Where Da Boogie At! (Kool & the Gang featuring R.O.C. & Da Prince Hakim) – 3:39

### Slágerlista
| Slágerlista (2004)           | Legjobb helyezés |
| ---------------------------- | ---------------- |
| Magyarország (Rádiós Top 40) | 36               |